# Culver's
Culver's是美国本土一家連鎖快餐店。它的招牌食物是黄油汉堡，同时还有冷冻奶油冻、奶酪凝块和炸鱼等特色食物。截至2020年，其在美国25个州开设了775家连锁餐厅，其中大部分的餐厅位于美国中西部。

## 历史
1960年代，乔治·卡尔弗、露丝·卡尔弗夫妇在威斯康星州索克市购买了一家艾德熊快餐店。1968年卡尔弗夫妇退出了快餐业务，从事经营其他类型的餐厅。他们的儿子克雷格·卡尔弗，于1973年大学毕业后，尝试了几份工作，其中包括在麦当劳工作了4年。克雷格·卡尔弗说服其父母再次尝试快餐业务。1984 年，在多年前他们经营的艾德熊餐厅所在地，开设了第一家Culver's餐厅。
第一家Culver's餐厅，开设在一家哈迪斯快餐店对面。在当时，几乎没人听说过黄油汉堡或冷冻奶油冻，首家餐厅第一年经营艰难。经过坚持之后，他们的生意开始稳步发展，1987年在第二家Culver's餐厅在里兹堡开张。1990年起，不断的有新餐厅在州际公路和城市主干道上开张。

## 食物
餐厅主要卖汉堡和薯条等食物。它的特色食物包括：
- 黄油汉堡（英语：Butter burger），它的做法起源于威斯康辛当地。黄油汉堡并不是在做好的汉堡上浇上黄油，而是使用涂了少许黄油的烤面包制作汉堡。Culver's的黄油汉堡有一个注册商标。[5]
- 冷冻奶油冻（英语：Frozen custard），它是一种类似冰淇淋的甜点，它额外加入了鸡蛋成分。根据美国美国食品药品监督管理局的规定，冷冻奶油冻的蛋黄固体含量要不低于食品重量的1.4% 。[6]
- 奶酪凝块，它是威斯康星州的特色小吃。Culver's餐厅于1997年起开始供应。
- 炸鱼和炸虾，餐厅全年供应炸鳕鱼和炸虾，还会在每年的大斋期左右限时供应产自诺斯伍兹（英语：Northwoods (forest)）地区的玻璃梭鲈。[7][8]